# Renville megye (Minnesota)
Renville megye az Amerikai Egyesült Államokban, azon belül Minnesota államban található. Megyeszékhelye és legnagyobb városa Olivia. Lakosainak száma 14 723 fő (2020. április 1.). Renville megye Kandiyohi, Chippewa, Redwood, Meeker, McLeod, Sibley, Nicollet, Brown és Yellow Medicine megyékkel határos.

## Népesség
A megye népességének változása:
| Lakosok száma | 15 674 | 15 457 | 15 366 | 15 166 | 14 892 | 14 723 |
|               | 2010   | 2011   | 2012   | 2013   | 2015   | 2020   |